# Johann Georg Mezger
Johann Georg Mezger (født 22. august 1838 i Amsterdam, død 3. marts 1909 i Paris) var en hollandsk læge.
Mezger blev 1863 Dr. med. i Leyden med en afhandling om forvridningers behandling med massage. Han indførte massage som behandling også ved visse lammelser, og nåede herved resultater, der hastigt gjorde ham berømt. Han demonstrerede sit system i Bonn 1869—70 og gjorde der stor propaganda for det, men nogen videnskabelig begrundelse havde det ikke. Karl von Mosengeil søgte senere at begrunde det eksperimentelt, men dets indikationer og kontraindikationer blev først fastsatte af Gustaf Berghman og Uno Helleday, hans senere assistenter. 1889—1901 boede Mezger i Wiesbaden, senere i Amsterdam. Mezgers system var genstand for forhandlinger på kirurgkongressen 1875, hvor von Mosengeil fremlagde sine resultater.